# ČSD-Baureihe M 140.4
Die ČSD-Baureihe M 140.4 beschreibt einen Triebwagen, der vermutlich 1930 von der Waggon- und Maschinenbau Görlitz (WUMAG) in Görlitz für die Bunzlauer Kleinbahn AG gebaut wurde und durch Kriegsereignisse bei der damaligen Tschechoslowakischen Staatsbahn (ČSD) verblieb.

## Geschichte
Das Fahrzeug verblieb als Einzelgänger durch Kriegsereignisse bei der damaligen ČSD. Es wurde nach 1945 im Werk Česká Lípa entdeckt, wo es wieder aufgebaut wurde.
Nach Angabe der Abmessungen und der technischen Daten handelt es sich vermutlich um einen Kleintriebwagen der Bunzlauer Kleinbahn AG, der 1930 bei der WUMAG in Görlitz gebaut wurde. Bekannt ist von ihm die Betriebsnummer 32.
Der Triebwagen war auf Grund seiner Abmessungen und der einen angetriebenen Achse nur für den Verkehr auf kurzen Strecken geeignet. Administrativ wurden dem Wagen sämtliche deutschen Anschriften entfernt, und er wurde der Direktion Brno zugeteilt. Nach 1945 war er als Dienstfahrzeug auf der Bahnstrecke Česká Třebová Lokomotivdepot – Česká Třebová Bahnhof eingesetzt. Auf öffentlichen Bahnen ist das Fahrzeug nie eingesetzt worden. Es wurde im Mai 1951 ausgemustert, nachdem es seit dem 30. Juli 1950 nicht betriebsfähig abgestellt war.
Zuerst war er offenkundig als Beiwagen Clm 4 umgebaut worden (Betriebsnummer unbekannt) und später als Werkstatt- bzw. Lagertransportwagen verwendet. Seine administrative Verwendung als Eisenbahnfahrzeug endete bei einem privaten Besitzer in Kamenice nad Lipou, wo er auf der Rampe der JHMD bei der gleichnamigen Bahnstation abgestellt wurde.

## Fahrzeugaufbau
Das Fahrzeug wurde von einem langsam laufenden Dieselmotor von MAN angetrieben und hatte ein mechanisches Getriebe.
Der Wagenkasten hatte ein dreifenstriges Abteil für die Reisenden der damaligen 3. Klasse und keine Toilette. Die Heizung des Wagenkastens erfolgte durch das Kühlwasser des Dieselmotors.
Sollten die Vermutungen über die Herkunft des Wagens stimmen, so hatte dieser bei der Ablieferung lediglich Schutzbleche. Die auf Fotos sichtbaren Kuppel-Vorrichtungen könnten bei der Reparatur um 1945 angebracht worden sein.